# Arellano, Veracruz
Arellano är en ort i Mexiko.   Den ligger i kommunen Tlacolulan och delstaten Veracruz, i den sydöstra delen av landet, 220 km öster om huvudstaden Mexico City. Arellano ligger 2 555 meter över havet och antalet invånare är 390.
Terrängen runt Arellano är kuperad åt sydost, men åt nordväst är den bergig. Arellano ligger uppe på en höjd. Runt Arellano är det ganska tätbefolkat, med 172 invånare per kvadratkilometer. Närmaste större samhälle är Banderilla, 14,9 km sydost om Arellano. I omgivningarna runt Arellano växer huvudsakligen savannskog.